# 도명산
도명산(道明山)은 대한민국 충청북도 괴산군 청천면 화양리에 있는 높이 643m의 산이다. 이 산은 속리산국립공원에 속하는 산이며, 괴산 원풍리 마애불좌상, 유근영정, 각연사 석조비로자나불좌상, 각연사 통일대사비, 도명산 마애불, 송우암 신도비 및 묘소, 만동묘정비, 괴산 추점리의 미선나무 자생지와 같은 문화재들이 있다.

## 지질
도명산 일대의 지질은 흑운모 화강암이 분화해서 형성된 것으로 추정되는 우백질 반상 화강암으로 구성된다. 

## 같이 보기
- 괴산군의 지질
- 한국의 산